# Troglotyla skamania
Troglotyla skamania är en mångfotingart som beskrevs av Ottis Robert Causey 1972. Troglotyla skamania ingår i släktet Troglotyla och familjen Conotylidae. Inga underarter finns listade i Catalogue of Life.